# Думацхо
Думацхо (груз. დუმაცხო) — село в Грузии, в муниципалитете Душети края Мцхета-Мтианети. 

## География
Село расположено в северной части края, в 60 километрах по прямой к северу от центра муниципалитета Душети. Высота центра — 1560 метров над уровнем моря.

## Население
По данным переписи населения 2014 года, в селе проживало 10 человек.
| Год  | Население | Мужчины | Женщины |
| ---- | --------- | ------- | ------- |
| 1926 | 146       | 62      | 84      |
| 2002 | 21        | 12      | 9       |
| 2014 | 10        | 6       | 4       |